# حمله ۱۳۹۶ دفتر نجات کودکان جلال‌آباد
حمله ۲۰۱۸ دفتر نجات کودکان جلال‌آباد (انگلیسی: 2018 Save The Children Jalalabad attack) در ۲۴ ژانویه ۲۰۱۸ توسط مردان مسلح وابسته به داعش رخ داد. این حمله به وسیله خودرو انفجاری انتحاری و حمله مسلحانه به دفتر نجات کودکان در شهر جلال‌آباد در ولایت ننگرهار افغانستان صورت گرفت و دست کم ۶ نفر کشته شدند.

## کشته و زخمی
در این حمله ۶ نفر کشته شدند که شامل ۴ نفر از اعضای هیئت اعزامی، همراه با یکی از اعضای نیروهای امنیتی و ۱ عابر پیاده است. همچنین حداقل ۲۷ نفر دیگر در این حمله زخمی شدند.

## مظنونین
داعش مسئولیت حملات را پذیرفته‌است.